# Hyundai Mobis
Hyundai Mobis (tiếng Hàn Quốc: 현대모비스) là một công ty con chuyên về sản xuất phụ tùng ô tô cho Hyundai và Kia, công ty đặt trụ sở chính tại Seoul, Hàn Quốc, được thành lập vào năm 1977 với tên gọi ban đầu là Hyundai Precision & Industries Corporation (tiếng Hàn Quốc: 현대정공/現代精工).